# Климашин, Виктор Семёнович
Виктор Семенович Климашин (1912, Терса, Саратовская губерния — 1960, Москва) — советский график, мастер журнальной иллюстрации, плаката, станковой акварели и рисунка.

## Биография
В 1928—1931 годах учился в Саратовском художественном техникуме у Б. Миловидова, А. Сапожникова. Член Саратовского филиала ОМАХР.
С начала 1930-х годов работал в области политического и рекламного плаката. Известны его ранние киноплакаты, близкие по стилистике к работам братьев Стенберг и Н. Прусакова.
С 1937 года иллюстрировал и оформлял книги для издательства «Молодая гвардия», рисовал для журналов «Смена», «Вокруг света», «Огонек».
В 1940-х главный художник «Огонька», автор известных обложек для этого журнала.
Во время войны фронтовой корреспондент, исполнял серии натурных рисунков, работал в Студии военных художников имени М. Грекова. В 1950-х занимался станковой графикой, работал над макетами почтовых марок.
Виктор Климашин автор архитектурного проекта и главный художник Советского павильона на Международной промышленной выставке в Бомбее. Известен его цикл индийских акварелей.
В 1954 году главный художник «Выставки достижений экономического и культурного строительства СССР» в Пекине.
Автор статей по изобразительному искусству.
Его работы находятся в Третьяковской галерее, Государственном Центральном музее современной истории России, Центральном музее Вооруженных Сил России и Государственном музее изобразительных искусств, все в Москве, Курской картинной галерее и Музее изобразительных искусств Карелии, а также частных собраниях Великобритании и Москвы.
Похоронен на Новодевичьем кладбище (участок № 8).

## Семья
Сын — Вилли Климашин (1936—2018), работник телевидения, ветеран альпинизма СССР.

## Основные произведения
- Киноплакаты: «Люблю ли тебя?» 1934 г.,"Горячие денечки" 1935 г.
- Плакаты: «Да здравствует непобедимая красная армия» 1940 г., «Отстоим Москву!» 1941 г.(совместно с Н. Жуковым), «Слава воину победителю!» 1945 г., «Победили в боях, победим в труде!» 1946 г., «Слава Сталинской Артиллерии» 1946 г., «Детские журналы» 1940-е гг., «Да здравствует 32 годовщина Великой Октябрьской Социалистической Революции» 1949 г.

### Почтовые марки
Порядок следования элементов в таблице соответствует номеру по каталогу марок СССР (ЦФА), в скобках приведены номера по каталогу «Михель».
| Почтовые марки СССР (художник Виктор Климашин). | Почтовые марки СССР (художник Виктор Климашин). | Почтовые марки СССР (художник Виктор Климашин). | Почтовые марки СССР (художник Виктор Климашин). | Почтовые марки СССР (художник Виктор Климашин). | Почтовые марки СССР (художник Виктор Климашин). | Почтовые марки СССР (художник Виктор Климашин). |
| № по каталогу                                   | Изображение                                     | Описание и источники | Номинал                                         | Дата выпуска                                    | Тираж                                           | Художник                                        |
| ----------------------------------------------- | ----------------------------------------------- | --- | ----------------------------------------------- | ----------------------------------------------- | ----------------------------------------------- | ----------------------------------------------- |
| (ЦФА [АО «Марка»] № 873) (Mi #885)              |                                                 | Серия «25-летие ВЛКСМ»: - Зенитчик, голубая. | 0,15 руб.                                       | 31 октября 1943 года                            | 3 000 000                                       | Виктор Климашин                                 |
| (ЦФА [АО «Марка»] № 873Р) (Mi #885)             |                                                 | Серия «25-летие ВЛКСМ»: - Зенитчик, ультрамариновая. | 0,15 руб.                                       | 31 октября 1943 года                            | 3 000 000                                       | Виктор Климашин                                 |
| (ЦФА [АО «Марка»] № 874) (Mi #886)              |                                                 | Серия «25-летие ВЛКСМ»: - Танковая атака, красно-оранжевая. | 0,20 руб.                                       | 15 апреля 1944 года                             | 3 000 000                                       | Виктор Климашин                                 |
| (ЦФА [АО «Марка»] № 928) (Mi #927)              |                                                 | Серия «Герои Гражданской войны»: - Н. Щорс (1895—1919), серо-коричневая. | 0,60 руб.                                       | 19 сентября 1944 года                           | 6 000 000                                       | Виктор Климашин                                 |
| (ЦФА [АО «Марка»] № 929) (Mi #926)              |                                                 | Серия «Герои Гражданской войны»: - В. И. Чапаев (1887—1919), серо-зелёная. | 0,60 руб.                                       | 19 сентября 1944 года                           | 6 000 000                                       | Виктор Климашин                                 |
| (ЦФА [АО «Марка»] № 930) (Mi #925)              |                                                 | Серия «Герои Гражданской войны»: - С. Лазо (1894—1920), зелёная. | 0,60 руб.                                       | 19 сентября 1944 года                           | 6 000 000                                       | Виктор Климашин                                 |
| (ЦФА [АО «Марка»] № 963) (Mi #951)              |                                                 | Серия «2-я годовщина разгрома фашистских войск под Сталинградом»: - Советский воин со знаменем, серая, красная. | 0,60 руб.                                       | 9 марта 1945 года                               | 1 000 000                                       | Виктор Климашин                                 |
| (ЦФА [АО «Марка»] № 964) (Mi #952)              |                                                 | Серия «2-я годовщина разгрома фашистских войск под Сталинградом»: - Советский воин со знаменем, серо-коричневая, красная. | 3,00 руб.                                       | 9 марта 1945 года                               | 1 000 000                                       | Виктор Климашин                                 |
| (ЦФА [АО «Марка»] № 965) (Mi #952B)             |                                                 | Серия «2-я годовщина разгрома фашистских войск под Сталинградом»: - Почтовый блок — рисунок и цвета четырёх беззубцовых марок (ЦФА [АО «Марка»] № 964-I) «Советский воин со знаменем», серо-коричневый, красный, памятный текст. | 3,00 руб.                                       | 21 апреля 1945 года                             | 300 000                                         | Виктор Климашин                                 |
| (ЦФА [АО «Марка»] № 976) (Mi #963)              |                                                 | Серия «220-летие Академии наук СССР»: - Здание академии наук СССР, серо-синяя. | 0,30 руб.                                       | 16 июня 1945 года                               | 2 000 000                                       | Виктор Климашин                                 |
| (ЦФА [АО «Марка»] № 977) (Mi #964)              |                                                 | Серия «220-летие Академии наук СССР»: - Портрет М. В. Ломоносова. | 2,00 руб.                                       | 16 июня 1945 года                               | 2 000 000                                       | Виктор Климашин                                 |

## Комментарии
1. ↑  Ниже приведён перечень памятных художественных марок (с возможностью сортировки по номиналу, тиражу и дате введения в обращение).
2. ↑  Серия «25-летие ВЛКСМ»: зенитчик, голубая. Глубокая печать, растр ВР (вертикальные ромбы). Перфорирована: линейная зубцовка 12½ (на каждые 2 сантиметра края марки приходится 12½ зубцов). В марочных листах 100 (10×10) марок[6][15][16].
3. 1 2  Суммарный тираж разновидностей марки  (ЦФА [АО «Марка»] № 873)  (Mi #885-I) и  (ЦФА [АО «Марка»] № 873Р)  (Mi #885-II)[6][15][19].
4. ↑  Серия «25-летие ВЛКСМ»: зенитчик, ультрамариновая. Глубокая печать, растр ГР (горизонтальные ромбы), размер рисунка 21,5×32,0 мм  (Mi #885-I). Перфорирована: линейная зубцовка 12½ (на каждые 2 сантиметра края марки приходится 12½ зубцов). Разновидность  (ЦФА [АО «Марка»] № 873-IР)  (Mi #885-II) — растр ГР (горизонтальные ромбы), размер рисунка 22,0×32,5 мм. В марочных листах 100 (10×10) марок[6][15][16].
5. ↑  Продолжение, начало (первые марки серии) — 31 октября 1943 года.
6. ↑  Серия «25-летие ВЛКСМ»: танковая атака, красно-оранжевая. Глубокая печать. Перфорирована: линейная зубцовка 12½ (на каждые 2 сантиметра края марки приходится 12½ зубцов). В марочных листах 100 (10×10) марок[7][15][16].
7. 1 2 3  Смотри также: все три  (ЦФА [АО «Марка»] № 1236—1238) (1948 год, номиналом 60 копеек) и  (ЦФА [АО «Марка»] № 1434) — 30-летие со дня гибели В. И. Чапаева, красно-оранжевая (29 сентября 1949 года, номиналом 40 копеек)[20].
8. ↑  Серия «Герои Гражданской войны»: Н. Щорс (1895—1919), серо-коричневая. Внимание: краска линяет в воде! Глубокая печать, перфорирована: линейная зубцовка 12½ (на каждые 2 сантиметра края марки приходится 12½ зубцов). В марочных листах 100 (10×10) марок[7][20][21].
9. ↑  Серия «Герои Гражданской войны»: В. И. Чапаев (1887—1919), серо-зелёная. Внимание: краска линяет в воде! Глубокая печать, перфорирована: линейная зубцовка 12½ (на каждые 2 сантиметра края марки приходится 12½ зубцов). В марочных листах 100 (10×10) марок[7][20][21].
10. ↑  Серия «Герои Гражданской войны»: С. Лазо (1894—1920), зелёная. Внимание: краска линяет в воде! Глубокая печать, перфорирована: линейная зубцовка 12½ (на каждые 2 сантиметра края марки приходится 12½ зубцов). В марочных листах 100 (10×10) марок[7][20][21].
11. ↑  Серия «2-я годовщина разгрома фашистских войск под Сталинградом»: советский воин со знаменем, серая, красная. Фототипия, перфорирована: линейная зубцовка 12½ (на каждые 2 сантиметра края марки приходится 12½ зубцов). В марочных листах 100 (10×10) марок[8][22][23].
12. ↑  Серия «2-я годовщина разгрома фашистских войск под Сталинградом»: советский воин со знаменем, серо-коричневая, красная. Фототипия, перфорирована: линейная зубцовка 12½ (на каждые 2 сантиметра края марки приходится 12½ зубцов). В марочных листах 100 (10×10) марок[8][22][23].
13. ↑  Почтовый блок 100×138 мм. Серия «2-я годовщина разгрома фашистских войск под Сталинградом»: рисунок и цвета четырёх беззубцовых марок  (ЦФА [АО «Марка»] № 964-I) «Советский воин со знаменем», памятный чёрный типографский текст: «Бессмертна слава Сталинграда!». Фототипия, без зубцов. Разновидности:  (ЦФА [АО «Марка»] № 965А) на тонкой бумаге и  (ЦФА [АО «Марка»] № 965-I) с перевёрнутым типографским текстом: «Бессмертна слава Сталинграда!»[8][22][23].
14. ↑  Серия «220-летие Академии наук СССР»: здание академии наук СССР, серо-синяя. Глубокая печать, клей белый, перфорирована: линейная зубцовка 12½ (на каждые 2 сантиметра края марки приходится 12½ зубцов). В марочных листах 100 (10×10) марок[8][24][25].
15. ↑  Серия «220-летие Академии наук СССР»: портрет М. В. Ломоносова, чёрно-зелёная. Глубокая печать, клей белый, перфорирована: линейная зубцовка 12½ (на каждые 2 сантиметра края марки приходится 12½ зубцов). В марочных листах 100 (10×10) марок[8][24][25].